# Parapammene
Parapammene es un género de polillas tortrícidas, categorizado en la tribu Grapholitini, de la subfamilia Olethreutinae. Fue descrito por Obraztsov en 1960.

## Especies
- Parapammene amphibola (Diakonoff, 1982)
- Parapammene aurifascia Kuznetzov, 1981
- Parapammene cyanodesma Diakonoff, 1976
- Parapammene dichroramphana (Kennel, 1900)
- Parapammene dyserasta (Turner, 1916)
- Parapammene ellipticopa (Meyrick, 1934)
- Parapammene glaucana (Kennel, 1901)
- Parapammene harmologa (Obraztsov, 1968)
- Parapammene hexaphora (Meyrick, in Caradja & Meyrick, 1935)
- Parapammene imitatrix Kuznetzov, in Ler, 1986
- Parapammene inobservata Kuznetzov, 1962
- Parapammene isocampta (Meyrick, 1914)
- Parapammene longipalpana Kuznetzov, 1992
- Parapammene petulantana (Kennel, 1901)
- Parapammene reversa Komai, 1999
- Parapammene selectana (Christoph, 1882)